# Stadion przy ulicy Kresowej w Lublinie
Stadion przy ulicy Kresowej w Lublinie – stadion piłkarski w Lublinie, na którym swoje mecze rozgrywał Motor Lublin. 

## Historia stadionu
Wiosną 1957 roku Prezydium Miejskiej Rady Narodowej w Lublinie przydzieliło tereny pod nowy obiekt sportowy Motoru Lublin w dzielnicy Kalinowszczyzna na rogu ulic Mełgiewskiej i Łęczyńskiej przy planowanej Trasie W-Z po obu stronach rzeki Bystrzycy nieopodal młyna Krauzego. Projekt obiektu zawierał bieżnię lekkoatletyczną czterotorową, boisko piłkarskie, tor żużlowy i trybunę ziemną z 10 tys. miejsc siedzących (z lewej strony Bystrzycy) oraz korty tenisowe, basen pływacki, boiska do siatkówki i koszykówki oraz małą halę sportową (z prawej strony Bystrzycy).
Budowę obiektu rozpoczęto w lecie 1959, a do użytku oddano 3 sierpnia 1961, podczas otwarcia spartakiady zakładowej z okazji X-lecia Fabryki Samochodów Ciężarowych w Lublinie, w której uczestniczyło około 1200 pracowników zakładu. Sezon 1961/1962 był pierwszym, w którym Motor w roli gospodarza występował na tym stadionie. 
7 października 1962 podczas derbów Lublina zanotowano jedną z najwyższych frekwencji w historii obiektu. Mecz Motor – Lublinianka obejrzało ponad 15 tysięcy widzów. 15 sierpnia 1965 na Kresowej Motor po raz pierwszy zagrał mecz o mistrzostwo II ligi. Przeciwnikiem lubelskiego zespołu był spadkowicz z ekstraklasy Unia Racibórz. 
W późniejszym okresie na Kresowej odbywały się między innymi mecze sparingowe Motoru i spotkania z udziałem drużyny rezerw tego zespołu. W 2013 na obiekcie swoje mecze w roli gospodarza rozgrywał zespół V ligi KS Dąbrowica.